# Barbara Fairchild
Barbara Fairchild, född 12 november 1950 i Knobel i Clay County, Arkansas, är en amerikansk country- och gospel-sångerska. 
Hon spelade in sin första singel när hon var 15 år, fick sitt genombrott med låten "The Teddy Bear Song" (1973). Hon har sedan fortsatt vara aktiv både inom country och kristen musik. Hon bor i Branson, Missouri där hon regelbundet uppträder tillsammans med sin make, Roy Morris.

## Diskografi (urval)
Album
- 1970 – Someone Special
- 1971 – Love's Old Song
- 1972 – A Sweeter Love
- 1973 – Kid Stuff
- 1974 – Love Is a Gentle Thing
- 1974 – Standing in Your Line
- 1975 – Barbara Fairchild
- 1976 – Mississippi
- 1977 – Free and Easy
- 1979 – This Is Me!
- 1980 – Bye Bye Love (med Billy Walker)
- 1982 – The Biggest Hurt
- 1991 – The Light
- 1993 – Son in My Eyes
- 1995 – Stories
- 1995 – Hymns That Last Forever
- 1998 – Classic Country
- 1999 – Rocky Top
- 2000 – Then and Now
- 2000 – All Is Forgiven (med Roy Morris)
- 2001 – For God and Country (med Roy Morris)
- 2002 – Wings of a Dove
- 2003 – Love Never Fails (med Connie Smith & Sharon White)
- 2003 – Forever Friend
- 2006 – He Kept On Loving Me

Singlar (topp 10 på Hot Country Songs)
- 1972 – "The Teddy Bear Song" (#1)
- 1973 – "Kid Stuff" (#2)
- 1974 – "Baby Doll" (#6)

### Fotnoter
1. ↑  Johnny Loftus. ”Artist Biography by Johnny Loftus” (på engelska). Allmusic. http://www.allmusic.com/artist/barbara-fairchild-mn0000125352/biography. Läst 6 december 2015.